# Florin Zalomir
Gelu Florin Zalomir, mai cunoscut ca Florin Zalomir, (n. 21 aprilie 1981, Iași, România – d. 3 octombrie 2022, Otopeni, Ilfov, România) a fost un sabrer român, vicecampion olimpic la Londra 2012, campion mondial în 2009 și campion european în 2006.

## Carieră
S-a apucat de scrima la vârsta de zece ani la CSS „Unirea” Iași, după ce antrenorul Iulian Bițucă s-a căsătorit cu mama sa, devenind tatăl sau vitreg. S-a bucurat repede de succes, cucerind o medalie de bronz la Campionatul European de juniori din 1998 de la Bratislava și clasându-se pe locul 5 la Campionatul Mondial de cadeți în același an. În 2000 a câștigat medalia de argint la Campionatul Mondial pentru juniori din 2000 de la South Bend.
S-a alăturat de lotul olimpic de seniori în anul următor. A participat la Campionatul European de la Koblenz, clasându-se pe locul 33 la individual și pe locul 8 pe echipe. Câteva luni mai târziu a luat parte la Campionatul Mondial de la Nîmes, unde România a cucerit medalia de bronz. După concursul a ales să rămână în Franța și să înroleze în Legiunea Străină, o unitate de elită a Armatei franceze, pentru ca era „fascinat de armată, de uniformele și de disciplina militară”. În timpul contractului său a fost detașat în Afganistan într-o misiune de menținere a păcii.
S-a întors în România și la sportul de performanță după doi ani și jumătate sub uniform. Fiind în condiție fizică bună, a reușit după numai trei luni să se reintegreze în lotul olimpic, în componența căruia erau și concetățeanul Alexandru Sirițeanu. La Campionatul European din 2006 a ajuns în semifinală, dar s-a oprit în fața rusului Veniamin Reșetnikov și s-a mulțumit cu bronzul. La proba pe echipe România a trecut mai întâi de Rusia în semifinală, apoi de Ungaria, cucerind medalia de aur. În 2009 la Antalya echipa a devenit campioana mondială la sabie masculin pentru prima dată din istoria scrimei române, după ce a învins Italia în finală. În timpul întâlnirei a fost lovit la mască de un italian și a pierdut doi dinții.
La Jocurile Olimpice de vară din 2012 de la Londra a fost eliminat de sud-coreeanul Gu Bon-gil în tabloul de 32 probei individuale. La proba pe echipe echipa României a trecut succesiv de China, scorul fiind 45-30, și Rusia, scorul fiind 45-43. Apoi a înfruntat Coreea de Sud în finală. Zalomir a pierdut primul releu său împotriva lui Won Woo-young (5-2), apoi a ținut pasul cu Gu Bon-gil (5-5), dar România a fost depășită cu mult, scorul final fiind 26-45, și s-a mulțumit cu medalia de argint. Pentru acest rezultat a primit ordinul „Meritul Sportiv” clasa a II-a.
După Jocurile Alexandru Sirițeanu, Rareș Dumitrescu și Florin Zalomir au decis să-se retragă și să-și ceară renta viageră, pentru ca nu puteau trăi doar din salariul de la club. A devenit antrenor de scrimă la CS Dinamo București și la lotul național, alături de Mihai Covaliu și Dan Găureanu.

## Palmares
Cupa Mondială
- 2006:  Cupa Mondială de la Sofia
- 2009:  Cupa Mondială de la Budapesta
- 2010:
  -  Cupa Mondială de la Istanbul
  -  Cupa Mondială de la Budapesta
- 2011:  Cupa Mondială de la Padova

## Legăturiexterne
- Florin Zalomir la Comitetul Olimpic și Sportiv Român (arhivat)
- Profil Arhivat în 2 ianuarie 2015, la Archive.is la Confederația Română de Scrimă
- en Florin Zalomir la Olympedia.org